# Renzo Bulgarello
Renzo Bulgarello (Guarda Veneta, 31 marzo 1948 – Guarda Veneta, 8 giugno 2020) è stato un canottiere italiano.

## Biografia
Nata a Guarda Veneta, in provincia di Rovigo, nel 1948, iniziò a praticare il canottaggio a 20 anni, mentre prestava il servizio militare in Marina Militare.
Nel 1970 partecipò ai Mondiali di St. Catharines, in Canada, arrivando 10º.
L'anno successivo arrivò invece undicesimo agli Europei di Copenaghen, in Danimarca.
A 24 anni prese parte ai Giochi olimpici di Monaco di Baviera 1972, nella gara dell'otto, dove arrivò 4° in batteria con il tempo di 6'21"80 (passavano in semifinale i primi 3), non riuscendo ad accedere al turno successivo nemmeno tramite il ripescaggio, dove si classificò 5° in 6'20"21 (anche in questo caso passavano il turno i primi 3).
Si ritirò qualche mese dopo i Giochi.